# Tylimanthus setaceo-ciliatus
Tylimanthus setaceo-ciliatus là một loài rêu trong họ Acrobolbaceae. Loài này được Stephani mô tả khoa học đầu tiên năm 1922.